# L'oficial i l'espia
L'oficial i l'espia (originalment en francès, J'accuse) és una pel·lícula de 2019 dirigida per Roman Polanski sobre l'afer Dreyfus, amb guió del mateix director i de l'escriptor anglès Robert Harris, a partir de la seva novel·la An oficial and a spy (2013). Es va estrenar a la 76a Mostra Internacional de Cinema de Venècia on va obtenir el Gran Premi de Jurat. S'ha doblat i subtitulat al català central; també s'ha doblat al valencià per a À Punt.
Va ser la tercera pel·lícula en què Harris va treballar amb Polanski. Harris va escriure anteriorment amb Polanski L'escriptor (2010), que també va ser una adaptació d'una de les seves novel·les, The ghost. Tots dos havien col·laborat per primera vegada el 2007 en una adaptació cinematogràfica de la novel·la Pompeii, que es va cancel·lar just abans de la filmació a causa d'una imminent vaga d'intèrprets.

## Argument
La pel·lícula se centra en el famós cas Dreyfus de 1894. Jean Dujardin interpreta l'oficial francès Marie-Georges Picquart, que després de ser nomenat cap de la secció d'intel·ligència de l'Exèrcit francès el 1895, descobreix que es van usar proves falses per a condemnar Alfred Dreyfus, un dels pocs membres jueus de l'exèrcit, per passar secrets militars a l'Imperi Alemany. Picquart arrisca la seva carrera i la seva vida lluitant durant una dècada per a exposar la veritat i alliberar Dreyfus de la temuda presó de l'Illa del Diable.